# Corbet Peak
Corbet Peak är en bergstopp i Västantarktis. Chile gör anspråk på området. Toppen på Corbet Peak är 4 822 meter över havet.
Terrängen runt Corbet Peak är huvudsakligen mycket bergig.